# ロチェスター大学
ロチェスター大学（ロチェスターだいがく、University of Rochester）は、アメリカ合衆国ニューヨーク州ロチェスターにある共学の私立大学。

## 概要
1850年に創設され、学士、修士、博士のコースがあり、それ以上の専門研究を行うこともできる私立総合大学である。物理学、医学、経済学、哲学、健康福祉学、宗教学、政治学、看護学、音楽学などの教育は全米トップクラスで、USニューズ&ワールド・レポート誌の大学ランキングで常に上位に入る。ニューズウィーク誌では「新アイビー・リーグの一角」と評されている。 ビジネススクールに関しても経済学、ファイナンスに関して世界ランキング上位を維持。(2018年 Financial Times MBAランキングにおいて世界5位の金融、会計、経済ビジネススクール)
大学付属の光学研究所はアメリカで最も古い光学の研究機関であり、国内の光学の学位の半分を授与している。ロチェスター大学とアメリカ合衆国エネルギー省、ニューヨーク州政府が共同で1970年に設置したレーザーエネルギー研究所（LLE）は、（オメガレーザー）という紫外線レーザーの研究を行っている。このレーザーは現存するすべてのレーザーの中で2番目、紫外線レーザーの中では最も出力が高く、10億分の1秒以下の時間で全米で生産される電力の100倍の光を発することができる。LLEでは、このオメガレーザーの50倍の出力を持つオメガEPレーザーの建設を2008年4月に完了し、現在稼働中である。
夥しい数の医療用実験装置を備えた医学研究センターを始めとして、多くの実験センターがあり、高度な研究を志向した大学である。
また宇宙ニュートリノの検出でノーベル物理学賞を受賞した小柴昌俊は、同学の大学院博士課程を同学最短記録の18ヶ月で修了し、博士号を取得した。さらに同学の音楽学校であるイーストマン音楽学校は、ニューヨークのジュリアード音楽院、ボストンのバークリー音楽院と並び称される名門で、クラシック音楽界に多数の音楽家を輩出している。
またマサチューセッツ工科大学の学長であるスーザン・ホックフィールドの出身校としても有名である。
2005年以降、ロチェスター大学はロチェスター地区で最も雇用者の多い施設となっている。北米の主要研究大学62校より構成されるアメリカ大学協会に加盟している。

## 歴史
ロチェスター大学は1850年に、バプティストの財政的支援を受けて設立された。近くにあるハミルトン村には1819年にコルゲート大学ができた。1850年にコルゲート大学をロチェスターに移転するプランが持ち上がったが、反対が多かったために、新たにロチェスター大学が設立された。
ラッシュ・リーズが学長を務めた1900年から1935年の間に、ジョージ・イーストマンが5000万ドルの寄付を行い、この間に大学は大きく発展した。最初の博士が1925年に誕生し、1927年にはリバー・キャンパスが設立された。1955年には男子校と女子校が合併し、共学となった。1958年には、工学、経営学、教育学と新たに3つのコースが設けられた。

## ランキング
ロチェスター大学は2007年のKaplan/Newsweek誌"How to Get into College Guide"においてニューアイビー・リーグ25校の1校とされた。
ロチェスター大学の近年の合格率は33%(転校者は20%）平均SAT (大学進学適性試験)スコアは1410点まで上がり、とても競争的になっている。
U.S. News & World Reportの国立大学ランキングでは概ね30位あたりにランクされ、アメリカの大学のトップ1%に入っている。 
また、2007年にはThe Timesにより同学は世界大学ランキングにおいて48位、アメリカの教育機関の中では21位とされた。
The Washington Monthly College Rankings listにおいても21位とされた。
Global University Rankingによると同学は世界大学ランキングで34位、アメリカ国内の研究大学では21位とされた。
さらに同学の大学院課程はアメリカ国内で常時トップ20位に入るとされた。
同学の音楽学校であるイーストマン音楽学校は、音楽大学院課程においてアメリカ国内一位と評価された。
また、同学に付設されたその他の学校も高く評価されており、School of Medicine and Dentistryはアメリカ国内総合医学部ランキング30位、医学部プライマリケアプログラムにおいては15位とされている。
さらに、Simon Schoolは経営大学院(MBA)ランキングで23位とされた。
U.S. News & World ReportはHajim School of Engineering大学院課程をアメリカ国内38位とし、政治学大学院課程を国内15位、経済学大学院課程を国内22位、医学研究大学院課程を国内31位とした。
2012年にはTimes Higher Education World University Rankingsはロチェスター大学を世界大学ランキングで81位とした。
2018年、サイモン・ビジネス・スクールはFinancial Times Global MBA ranksにおいて世界83位のビジネススクールであるとした。

## 歴代学長
- マーティン・ブリューアー・アンダーソン　1853-1888
- デイヴィッド・ジェイン・ヒル　1889-1896
- ベンジャミン・ラッシュ・リーズ　1900-1935
- アラン・バレンタイン　1935-1950
- コルネリス・ド・キーウィート　1951-1961
- アレン・ワリス　1962-1975
- ロバート・スプロール　1975-1984
- デニス・オブライエン　1984-1994
- トーマス・ジャクソン　1994-2005
- ジョエル・セリグマン　2005-現在

## ノーベル賞受賞者
- スティーブン・チュー（1970年、学士）
- ヴィンセント・デュ・ヴィニョー（1927年、博士）
- ダニエル・カールトン・ガジュセック（1943年、学士）
- アーサー・コーンバーグ（1962年、博士）
- 小柴昌俊（1955年、博士）
- リチャード・セイラー（1974年、博士）
- ドナ・ストリックランド（1989年、博士）
- ジェラール・ムル
- ロバート・フォーゲル
- カール・ピーター・ヘンリク・ダム
- ジョージ・H・ウィップル
- ハーベイ・オルター（1960年、医博）
- ポール・ローマー

## 著名な出身者
- 小柴昌俊　物理学者・2002年ノーベル物理学賞受賞者・東京大学名誉教授（1955年、博士）
- 崎田文二　物理学者・元ニューヨーク市立大学教授（1960年、博士）
- 高山晟　経済学者・南イリノイ大学教授（1962年、博士）
- 天野明弘　経済学者・神戸大学、関西学院大学名誉教授。元兵庫県立大学副学長。（1963年、博士）
- 三辺信夫　経済学者・大阪市立大学名誉教授（1965年、博士）
- 上河泰男　経済学者・神戸商科大学名誉教授（1966年、博士）
- 酒井泰弘  経済学者・筑波大学名誉教授・滋賀大学名誉教授（1970年、博士）
- 足立英之  経済学者・神戸大学名誉教授・尾道市立大学学長（1970年、博士）
- 大山道広　経済学者・慶應義塾大学名誉教授（1972年、博士）
- 楠本捷一朗　経済学者・筑波大学名誉教授（1973年、博士）
- 岸本哲也　経済学者・神戸大学名誉教授（1974年、博士）
- 大矢雅則  数理物理学者・東京理科大学理工学部教授（1976年、博士）
- 山崎昭 経済学者・一橋大学名誉教授（1976年、博士）
- 賀川昭夫 経済学者・東京経済大学教授(1977年、Ph.D. in Economics[14])
- 西村和雄　経済学者・京都大学名誉教授(1977年、博士)
- 伊藤元重　経済学者・東京大学名誉教授（1979年、博士）
- 武隈慎一　経済学者・一橋大学名誉教授（1979年、博士）
- 住田潮　筑波大学システム情報工学研究科教授（1981年、博士）
- 矢野誠　経済学者・京都大学名誉教授(1981年、博士)
- 鈴木克彦　経済学者・関西学院大学経済学部名誉教授(1981年、博士)
- 高橋青天　経済学者・明治学院大学名誉教授(1985年、博士)
- 宮脇典彦　統計学者・法政大学経済学部教授（1986年、博士）
- 佐々木宏夫 経済学者・早稲田大学名誉教授（1987年、博士）
- 増田靖　慶應義塾大学 理工学部教授（1987年、博士）
- 戸田学　経済学者・早稲田大学社会科学総合学術院教授（1988年、博士）
- 竹森俊平　経済学者・慶應義塾大学経済学部元教授（1989年、博士）
- 蓼沼宏一　経済学者・一橋大学教授・元学長（1989年、博士）
- 末松俊明　経済学者・静岡県立大学経営情報学部准教授（1989年、博士）
- 片岡孝夫   経済学者・早稲田大学商学学術院教授（1990年、博士）
- 板谷淳一　経済学者・北海道大学経済学部教授（1990年、博士）
- 下村研一 経済学者・神戸大学名誉教授（経済経営研究所）（1994年、博士）
- 平井秀明　指揮者・作曲家（1994年、学士：政治学科）
- 星浩司 言語学者・慶應義塾大学教授（1995年、博士）
- 久保田肇 経済学者・北海道大学教授（1996年、博士）
- 向山敏彦 経済学者・ジョージタウン大学教授（2002年、博士）
- 蓬田守弘 経済学者・上智大学教授（2003年、博士）
- 林貴志 経済学者・グラスゴー大学教授（2004年、博士）
- 坂井豊貴　経済学者・慶應義塾大学経済学部教授（2005年、博士）
- ボブ・ラドウィック マスタリングエンジニア
- ジョン・マシューズ　中央大学教授
- 兼重宏一　ビッグモーター元副社長　ビッグモーター元代表取締役CEO 兼重宏行の息子(2013年、MBA)